# Milotice nad Opavou–Vrbno pod Pradědem-vasútvonal
A Milotice nad Opavou–Vrbno pod Pradědem-vasútvonal egy HÉV-vonal („regionální dráha“) az egykori Csehszlovákia, a mai Csehország területén, amelyet eredetileg a császári és Királyi Osztrák Államvasutak (kkStB), mint Staatsbahn Erbersdorf–Würbenthal épített és üzemeltetett. Milotice nad Opavounál (Milkendorf) ágazik el a Olomouc–Opava východ-vasútvonalból, és Altvatergebirge felé,  Vrbno pod Pradědemig (Würbenthal) vezet.

## Története
1870. április 21-én a Moravskoslezsky Centralbahnplatz (MSCB) koncessziót kapott az Olmütz Jägerndorf országhatár Leobschütz fővonalára. A koncesszió része volt még további mellékvonalak megépítése. Jóváhagyták a vonal folytatását Olbersdorftól a  porosz Neisse,  Troppau, Römerstadton át Würbenthalig. Az 1873-as tőzsdekrach miatti pénzügyi nehézségek megakadályozták a mellékvonalak megépítését. Ebben a helyzetben az osztrák állam kezdeményezte az összeköttetés megépítését Verbindung Erbersdorf–Würbenthalig (hasonlóan a szomszédos Kriegsdorf–Römerstadt) megépítését saját számlára.
A pályát 1880. december 5-én nyitották meg.  Először az MSCB, majd 1895. január 1-től a kkStB üzemeltette. Az 1912-es menetrendben négy vonatpárt találunk a pályán. A menetidő a 20 kilométer hosszú pályán 55-65 perc között volt.
A monarchia számára vesztes első világháború után a vonal az újonnan megalakult Csehszlovák Államvasutakhoz (ČSD) került. Az 1920-as évek végére jelentősen nőtt a menetrendi sűrűség. Modern motorvonatokat állítottak forgalomba,  amivel a menetidő 40 percre csökkent. Az 1937-38-as téli menetrendben nyolc vonatpár szerepel, melyből néhány nem áll meg valamennyi állomáson.
A Szudétavidék 1938-as német annexiója után a vonal a Német Birodalmi Vasút birtokába került.  A birodalmi menetrendkönyvben 151-es menetrendi szakasz  Milkendorf–Würbenthal néven szerepel. A második világháború végén a vasútvonal visszakerült a ČSD-hez.
1993. január 1-jén a vonal és a járműpark a megszűnő Csehszlovákiától az újonnan alapított Cseh vasutakhoz került. A 2012-es menetrendben hétköznapokon kilenc vonatpárt találunk a szakaszra, vasárnap hetet. A vonatok menetideje 32-33 perc, ami 40 km/h utazósebességnek felel meg.

## A pálya leírása
A vonal Bahnhof Milotice nad Opavoutól indul nyugati irányba. A vonal végéig az Opava völgyében, a folyó jobb oldalán halad. A vonalon 13 kisebb híd vagy áteresz található. Az egyetlen nagyobb műtárgy Kunovnál egy 20 méter fesztávú íves tartószerkezetű híd.

## Fordítás
- Ez a szócikk részben vagy egészben  a   Bahnstrecke Milotice nad Opavou–Vrbno pod Pradědem című német Wikipédia-szócikk fordításán alapul.  Az eredeti cikk szerkesztőit annak laptörténete sorolja fel. Ez a jelzés csupán a megfogalmazás eredetét és a szerzői jogokat jelzi, nem szolgál a cikkben szereplő információk forrásmegjelöléseként.